# Ahorro y préstamo para el amor
 Ahorro y préstamo para el amor  es una película filmada en colores de Argentina dirigida por Leo Fleider según el guion de Carlos Alberto Orlando que se estrenó el 1 de diciembre de 1965 y que tuvo como protagonistas a Olga Zubarry, Pedro Quartucci, Inés Moreno y Ricardo Bauleo.

## Sinopsis
Las dificultades de un maduro padre de familia para concretar una relación con una mujer joven y atractiva.

## Reparto
- Olga Zubarry
- Pedro Quartucci
- Inés Moreno
- Ricardo Bauleo
- María Isabel
- Enrique Kossi
- Maurice Jouvet
- Ana María "Cachito"
- Ricardo Guzmán
- Mario Savino
- Julio Di Palma
- Romualdo Quiroga
- Mario Amaya

## Comentarios
King dijo que la película era:

”Sencilla y divertida.”

Manrupe y Portela escriben del filme:

”Irritante comedia menor con moraleja.”

La nota firmada F.T.P. en La Prensa afirmó:

”Con películas de esta índole resulta inútil pensar en la recuperación …del cine nacional.”

La Razón la consideró:

”Un film argentino de contenido moral.”